# Picardgruppe
Die Picardgruppe ist ein Begriff aus den mathematischen Teilgebieten der kommutativen Algebra und der algebraischen Geometrie. Sie ist eine wichtige Invariante von kommutativen Ringen mit Eins und Schemata. Benannt ist sie nach dem Mathematiker Émile Picard.
Dieser Artikel beschäftigt sich mit kommutativer Algebra. Insbesondere sind alle betrachteten Ringe kommutativ und haben ein Einselement. Ringhomomorphismen bilden Einselemente auf Einselemente ab. Für weitere Details siehe Kommutative Algebra.

## Die Picardgruppe von Ringen

### Definition
Ist {\displaystyle M} ein Modul über einem Ring {\displaystyle R}, so wird {\displaystyle M} projektiv vom Rang 1 genannt, wenn er projektiv ist und lokal vom Rang 1 ist, wenn also für alle Primideale von {\displaystyle R} gilt:
{\displaystyle M_{p}\cong R_{p}}
Sind {\displaystyle M} und {\displaystyle N} projektiv vom Rang 1, dann auch
{\displaystyle M\otimes N}
und der duale Modul
{\displaystyle M^{\vee }:=\operatorname {Hom} _{R}(M,R)}
Es gilt:
{\displaystyle M\otimes M^{\vee }\cong R}
und
{\displaystyle M\otimes R\cong M}
Die Isomorphieklassen von projektiven Moduln vom Rang 1 über einem Ring {\displaystyle R} bilden daher eine Gruppe. Diese wird als Picardgruppe bezeichnet.

### Eigenschaften

#### Pic als Funktor
Ein Ringhomomorphismus
{\displaystyle f\colon A\to B}
induziert einen Gruppenhomomorphismus
{\displaystyle \mathrm {Pic} (f)\colon \mathrm {Pic} (A)\to \mathrm {Pic} (B)}
{\displaystyle \mathrm {Pic} (f)\colon P\mapsto P\otimes _{A}B}
denn durch {\displaystyle f} wird {\displaystyle B} zu einer {\displaystyle A}-Algebra. Ist {\displaystyle P} ein projektiver Modul vom Rang 1 über {\displaystyle A}, so ist
{\displaystyle P\otimes _{A}B}
ein projektiver Modul vom Rang {\displaystyle 1} über {\displaystyle B}.
{\displaystyle \mathrm {Pic} } ist ein kovarianter Funktor.

#### Die Picardgruppe und die Idealklassengruppe
Im Folgenden sei {\displaystyle S} eine multiplikative Menge ohne Nullteiler. (Eine Menge {\displaystyle S} ist multiplikativ, wenn {\displaystyle 1\in S} und {\displaystyle r,s\in S\Rightarrow rs\in S}.) Ein {\displaystyle S}-Ideal ist ein {\displaystyle A}-Untermodul {\displaystyle I} von {\displaystyle S^{-1}}, für das es ein Element {\displaystyle s\in S} gibt, sodass
{\displaystyle sA\subset M\subset s^{-1}I}
Bezeichne
{\displaystyle \mathrm {Inv} (A,S)}
die Menge der invertierbaren S-Ideale von {\displaystyle A} und
{\displaystyle \mathrm {H} (A,S):=\{I\in \mathrm {Inv} (A,S)|\exists x\in S^{-1}AI=Ax\}}
die Menge der invertierbaren Hauptideale.
{\displaystyle \mathrm {Inv} (A,S)/\mathrm {H} (A,S)}
wird als die {\displaystyle S}-Idealklassengruppe bezeichnet.
Es existiert eine exakte Folge:
{\displaystyle 0\longrightarrow \mathrm {H} (A,S)\longrightarrow \mathrm {Inv} (A,S)\longrightarrow \mathrm {Pic} (A)\longrightarrow \mathrm {Pic} (S^{-1}A)}
Um also die Picardgruppe als Idealklassengruppe darzustellen, muss eine multiplikative Menge ohne Nullteiler gefunden werden, sodass
{\displaystyle \mathrm {Pic} (S^{-1}A)=0}
ist.
Wenn eine der folgenden Bedingungen erfüllt ist:
- {\displaystyle A} ist ein Integritätsring und {\displaystyle S=A\backslash \{0\}}
- {\displaystyle A} ist ein reduzierter Ring, der nur endlich viele minimale Primideale {\displaystyle \{p_{1},\dots ,p_{n}\}} hat und

{\displaystyle S=A\backslash \bigcup _{i=1}^{n}p_{i}}
- {\displaystyle A} ist noethersch und

{\displaystyle S=A\backslash \bigcup _{p\in Ass(A)}p}
Dann ist die Picardgruppe von {\displaystyle A} gleich der {\displaystyle S}-Idealklassengruppe von {\displaystyle A}.

## Die Picardgruppe eines Schemas

### Definition
Die Definition für Ringe lässt sich auf geringte Räume, insbesondere auf Schemata übertragen. 
Eine invertierbare Garbe eines geringten Raumes ist eine lokal freie Modulgarbe vom Rang 1.
Sind {\displaystyle {\mathcal {L}}} und {\displaystyle {\mathcal {M}}} invertierbare Garben auf einem geringten Raum, dann ist auch {\displaystyle {\mathcal {L}}\otimes {\mathcal {M}}} eine invertierbare Garbe. Außerdem gibt es eine invertierbare Garbe 
{\displaystyle {\mathcal {L}}^{\vee }={\mathcal {H}}{\mathit {om}}({\mathcal {L}},{\mathcal {O}}_{X})}
sodass
{\displaystyle {\mathcal {L}}^{\vee }\otimes {\mathcal {L}}\cong {\mathcal {O}}_{X}}
Ferner gilt:
{\displaystyle {\mathcal {L}}\otimes {\mathcal {O}}_{X}\cong {\mathcal {L}}}
Die Picardgruppe eines geringten Raumes, insbesondere eines Schemas, ist die Gruppe der Isomorphismenklasse von invertierbaren Garben mit dem Tensorprodukt als Verknüpfung.

### Eigenschaften
Die Picardgruppe ist isomorph zur ersten Kohomologiegruppe:
{\displaystyle \mathrm {H} ^{1}(X,{\mathcal {O}}_{X}^{*})}

### Beispiel
Ist 
{\displaystyle X=\mathbf {P_{k}^{n}} }
der projektive Raum über einem Körper, so ist
{\displaystyle \mathrm {Pic} (X)\cong \mathbb {Z} }